# Oval (métro de Londres)
Pour les articles homonymes, voir Oval.
Oval (prononcez [ˈəʊv(ə)l]), est une station de la Northern line, branche de Morden, du métro de Londres, en zone 2. Elle est située au 318 Kennington Park Road à Oval (en), dans le quartier de Kennington, sur le territoire du borough londonien de Lambeth.

## Situation sur le réseau
La station Oval est établie, sur la branche Morden de la Northern line, entre les stations Stockwell et Kennington. Elle est en zone Travelcard 2.

## Histoire
La station, alors dénommée Kennington Oval est mise en service le 18 décembre 1890 par la City & South London Railway et l'architecte T. P. Figgis (en), lorsqu'elle ouvre sa ligne de chemin de fer électrique située en souterrain à une grande profondeur.
Le bâtiment d'origine est détruit et remplacé par un nouveau en 1924, lors d'une modernisation de la ligne. Son niveau supérieur est rénové dans les années 2000, avec un carrelage de style moderne à l'extérieur et à l'intérieur. La proximité du terrain de cricket est rappelée par le nouveau carrelage intérieur, qui présente de grandes images de joueurs de crickets dans différentes attitudes.
Oval a été le lieu de l'un des attentats du 21 juillet 2005.

## Services aux voyageurs

### Accès et accueil
L'entrée de la station est située au 318 Kennington Park Road. Elle est équipée d'escaliers mécaniques mais sans ascenseur. Le week-end, elle est ouverte 24 heures sur 24.

### Desserte

Installations
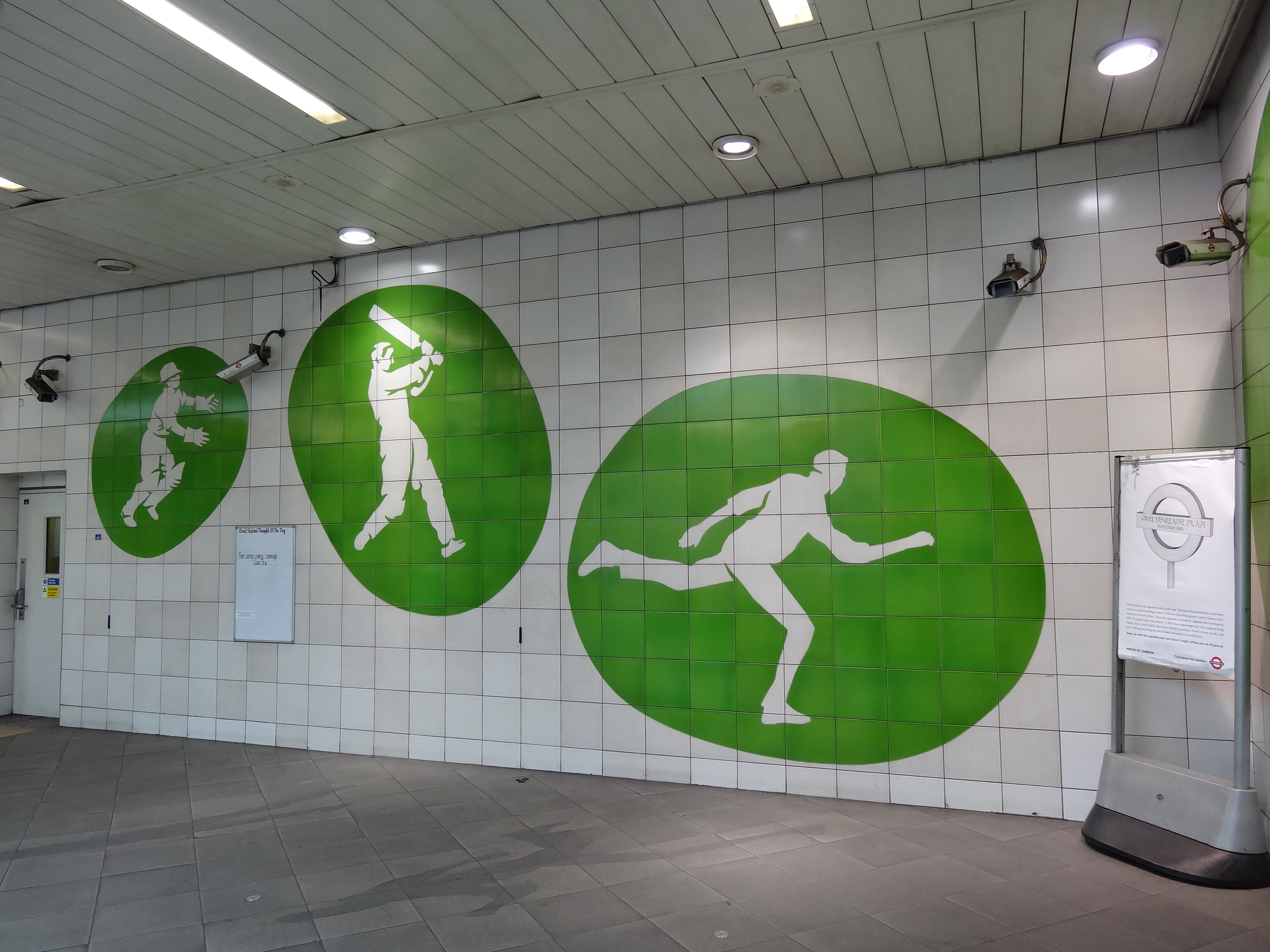
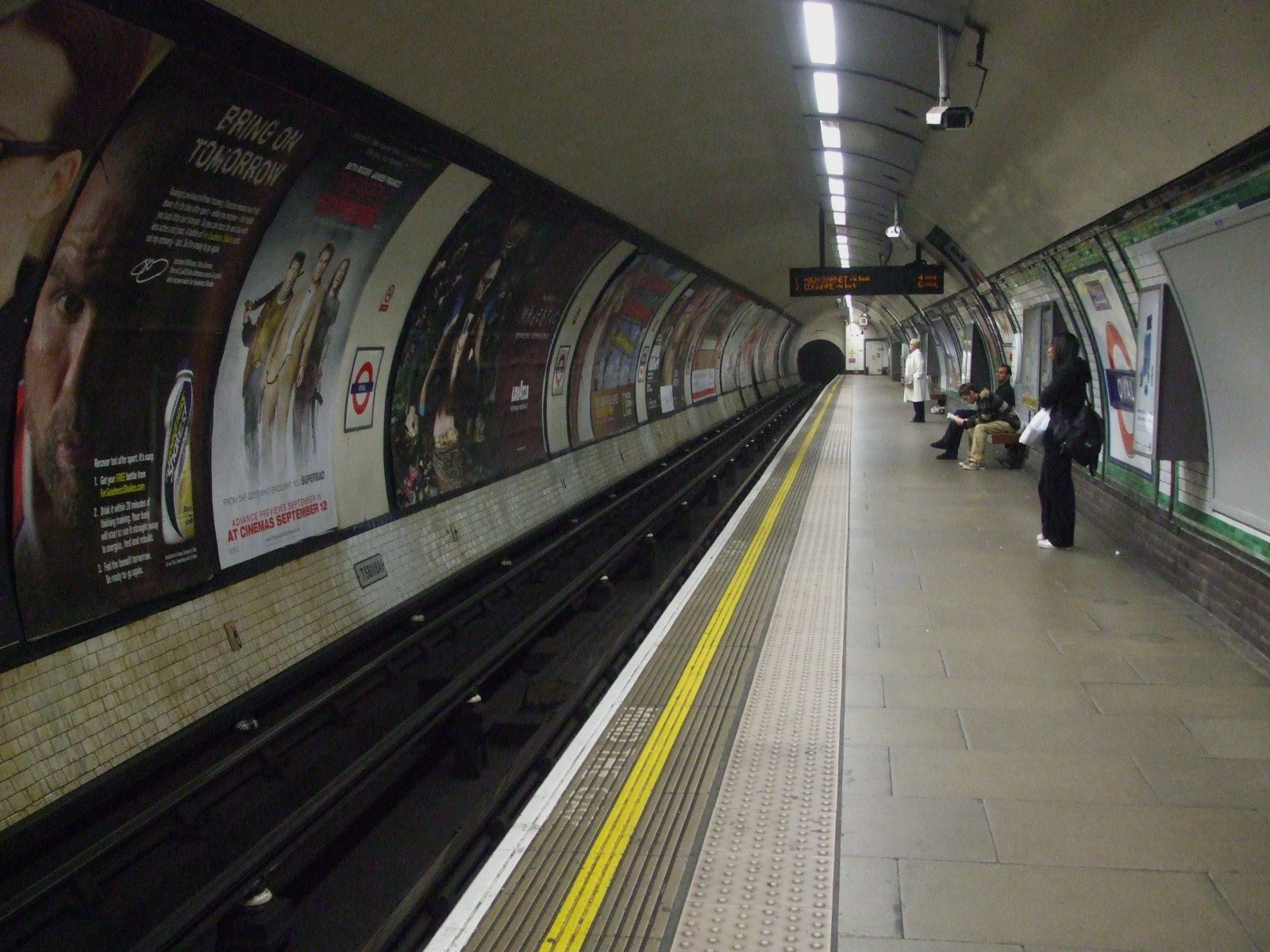
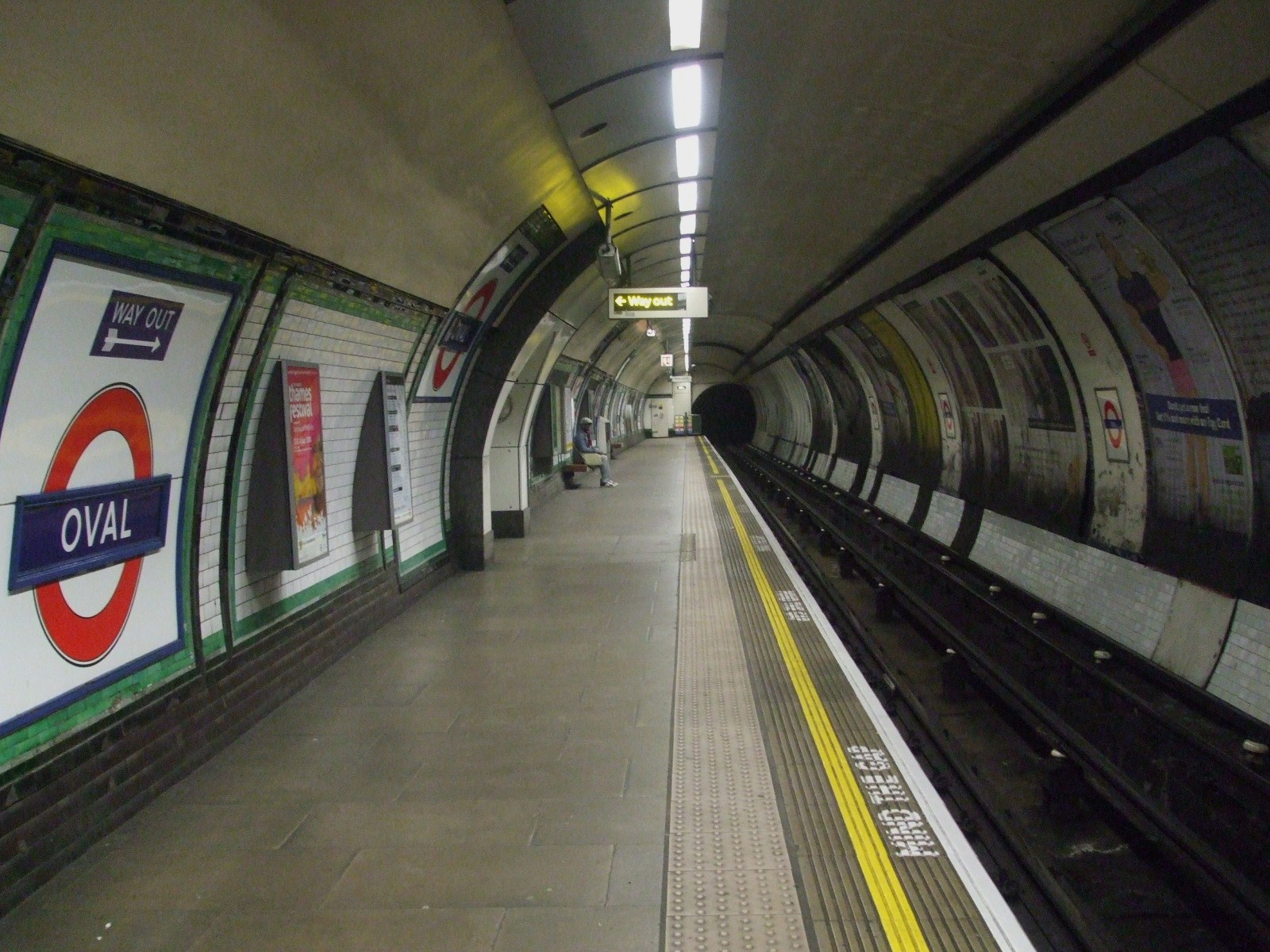

### Intermodalité
La station est en correspondance avec les lignes de bus no 36, 155, 185, 333, 436, N136 et N155.

## À proximité
- Oval (en)
- Kennington
- The Oval, à 500 mètres, terrain de cricket londonien, où est basée l'équipe du Surrey.